# Orthotrichum brownianum
Orthotrichum brownianum là một loài rêu trong họ Orthotrichaceae. Loài này được (Dicks.) Sw. mô tả khoa học đầu tiên năm 1804.